# Королевская фарфоровая мануфактура в Берлине

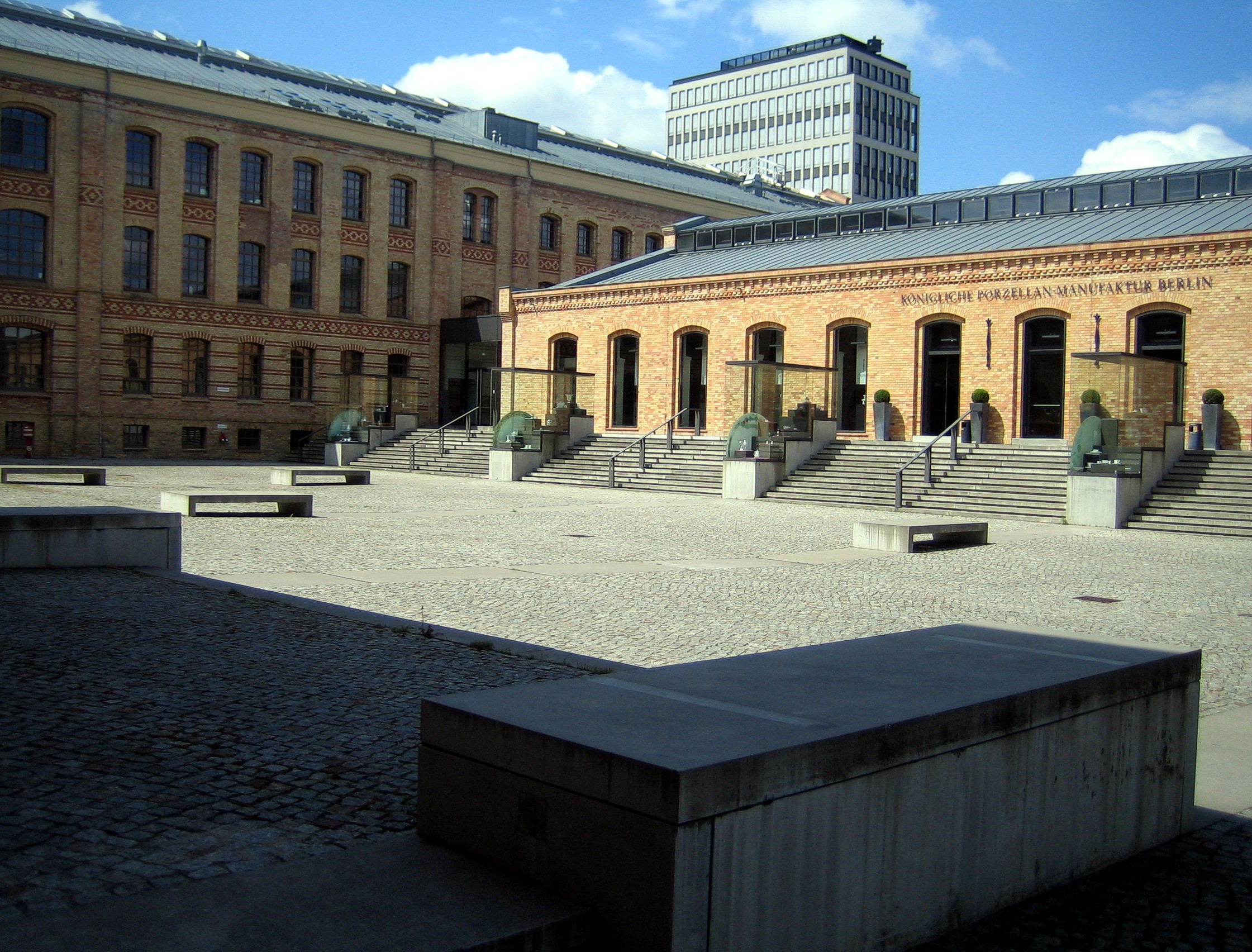
Внешний вид здания Берлинской фарфоровой мануфактуры в 2009 году

Королевская фарфоровая мануфактура в Берлине (нем. Die Königliche Porzellan-Manufaktur Berlin, сокращённо KPM), также известная как Берлинская фарфоровая мануфактура, изделия которой обычно называют кратко берлинским фарфором. Основана в 1751 году в Берлине В. К. Вегели́, а затем реорганизована в 1763 году королём Пруссии Фридрихом II Великим. На протяжении своей истории на «КРМ» производили множество изделий и статуэток различных форм и стилей. После падения монархии в 1918 году предприятие стало Государственной фарфоровой мануфактурой, сохранив фирменную марку со скипетром.
Мануфактура действует по настоящее время. Многие изделия практически не изменились более чем за двухсотлетний период истории мануфактуры. Наиболее популярными остаются серии, созданные в 1930-х годах: Urbino, Urania и Arkadia (чайный сервиз, разработанный в честь 175-летия мануфактуры), а также знаменитые символы города: Берлинский медведь, миниатюрный медведь Бадди или медведь Кнут. В 2016 году основан «Фонд Королевской фарфоровой мануфактуры Берлина» (Stiftung Königliche Porzellan-Manufaktur Berlin), который занимается «искусством и культурой, а также дальнейшим развитием науки и исследований» (Kulturgutes KPM Berlin).
Марки мануфактуры менялись на протяжении её долгой истории. Изделия мануфактуры Вегели отмечены синей подглазурной литерой «W», мануфактура Гоцковского (1761—1763) — синей «G», изделия Королевской Прусской мануфактуры, с 1763 года — различными вариантами скипетра из герба Бранденбурга, сначала синей подглазурной краской, а позднее штампом, в 1837—1844 годах — с дополнением синих букв «КРМ» под скипетром, в 1844 году над скипетром появляется изображение прусского орла. В 1944—1957 годах на изделия ставили знак «S» под скипетром (производство было временно перенесено в город Зельб, Бавария). В 2000 году в марку мануфактуры были возвращены буквы «KPM».

## История

### Мануфактура Вегели. 1751—1757

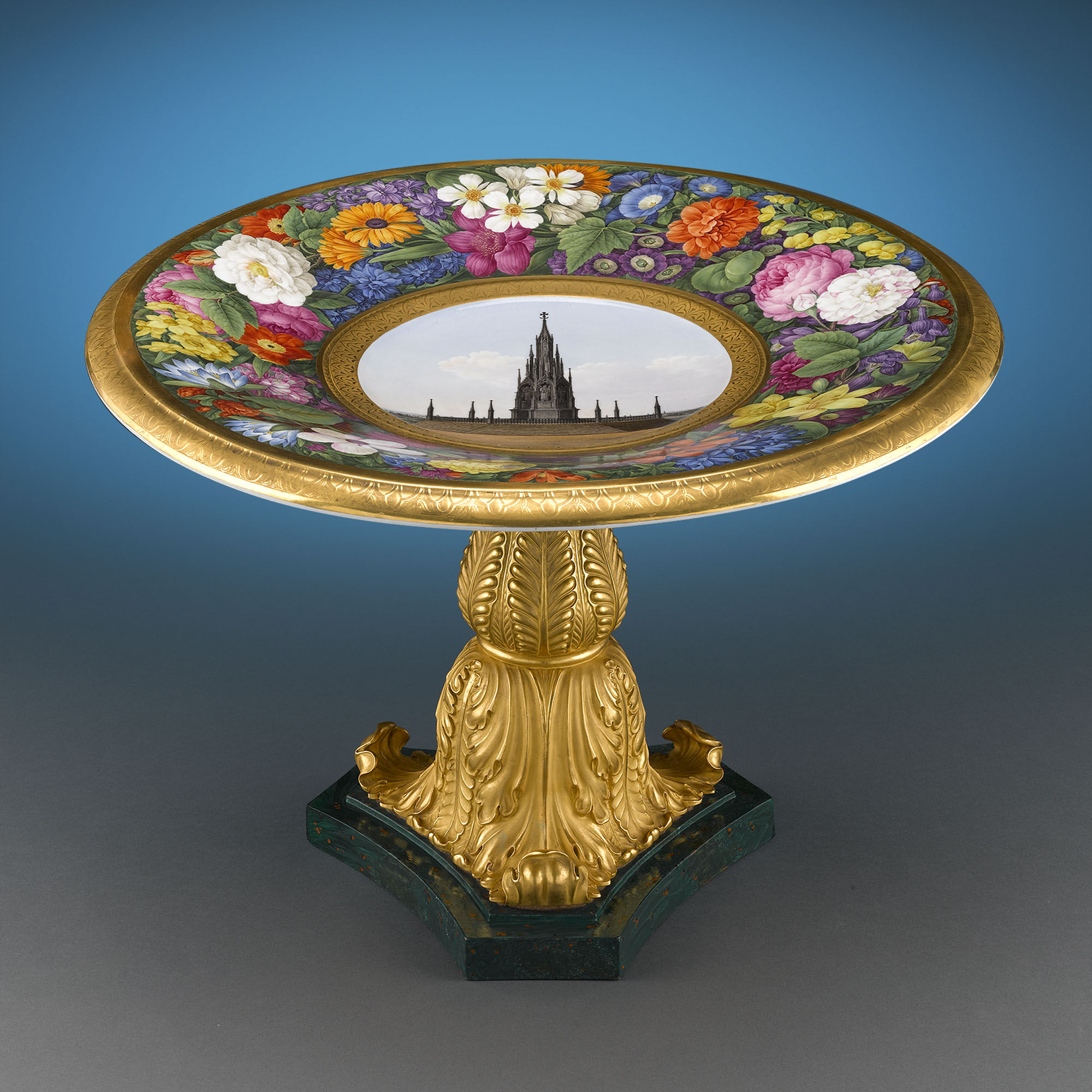
Ваза для Папы Пия VII. Выполнена по специальному заказу Прусского короля Фридриха Вильгельма III. 1823

В 1751 году берлинскому производителю шерсти Вильгельму Каспару Вегели́ (нем.) была предоставлена королевская привилегия для основания фарфоровой мануфактуры. Король Фридрих II Прусский освободил предпринимателя от пошлин на ввоз основного сырья и дал заверение в исключении всякой конкуренции. Мануфактура стала выпускать изделия под маркой «W».
Художественное руководство осуществлял скульптор-модельер Эрнст Генрих Райхард (Ernst Heinrich Reichard). Он усовершенствовал состав фарфоровой массы, чтобы получать более тонкие и прочные изделия. Вместе с ним работали два живописца: Исаак Яков Клос из Мейсена и Фридрих Рот. Они разработали образцы росписи «немецкими цветами» (или так называемыми «цветами в разброску») с преобладанием синей и пурпуровой красок. В подражание Мейсену и Венсену (позднее мануфактура в Севре, Франция) изготавливали статуэтки в стиле рококо, а также оригинальные костюмированные фигурки детей. Но фарфоровая масса и формы в сравнении с мейсенскими были заметно грубее.
Технические трудности и Семилетняя война между Пруссией и Саксонией привели к закрытию предприятия. В 1757 году Вегели ликвидировал производство, продал оборудование и сырьё берлинскому коммерсанту и знаменитому коллекционеру произведений искусства Иоганну Эрнсту Гоцковскому.

### Мануфактура Гоцковского. 1761—1763
В 1761 году начала работу вторая фарфоровая мануфактура в Берлине, где продолжил служить в качестве главного скульптора-модельера и арканиста (владевшего «тайной» производства фарфора) Эрнст Генрих Райхард. Он получил за рецептуру твёрдого фарфора 4000 талеров и еще 3000 на запас фарфоровой массы и других материалов. Кроме того, Райхард взялся работать на Гоцковского в качестве управляющего производством. Гоцковский также согласился принять на работу восемь подмастерьев Райхарда. Получив признание и поддержку короля Пруссии, Гоцковский сумел привлечь известных художников и квалифицированных сотрудников: на должность главного скульптора-модельера он назначил прибывшего из Мейсена Фридриха Элиаса Майера (нем., 1723—1785), ученика знаменитого И. И. Кендлера, на должность главного живописца — Карла Вильгельма Бёме. Майер работал в стиле фридерицианского рококо, созданного И. А. Налем и братьями Хоппенхаупт в Берлине и Потсдаме.
Гоцковский выкупил дополнительный участок земли рядом со своей собственностью в Берлине на Лейпцигер-штрассе, 4, и начал строить на этом месте новое производственное помещение. Однако финансовое положение мануфактуры было незавидным, что усугублялось войной. Поскольку королевское казначейство испытывало затруднения, у Гоцковского не было шансов получить помощь от короля. Конец войны означал крах и для мануфактуры. В наше время ранние фарфоровые изделия Берлинской мануфактуры, отмеченные литерами W (Wegely) и G (Gotzkowsky), являются необычайно редкими и высоко ценятся коллекционерами.

### Королевская фарфоровая мануфактура Фридриха II Прусского. 1763—1786
19 сентября 1763 года новым владельцем мануфактуры официально стал прусский король Фридрих II, заплативший за неё 225 000 талеров и принявший на работу 146 мастеров. Он дал компании название «Королевская фарфоровая мануфактура в Берлине» (Königliche Porzellan-Manufaktur Berlin) и разрешил использовать в качестве символа королевский скипетр основателя независимой Пруссии, курфюрста Бранденбургского. С тех пор мануфактура стала образцовой: детский труд не использовался, продолжительность рабочего дня регулировалась, жалование было выше среднего, работникам выплачивались пенсии, имелся фонд здравоохранения и помощи вдовам и сиротам. Фридрих Великий, увлекавшийся музыкой, архитектурой и декоративными изделиями в стиле фридерицианского рококо, в шутку называл себя «лучшим покупателем» продукции собственной мануфактуры.

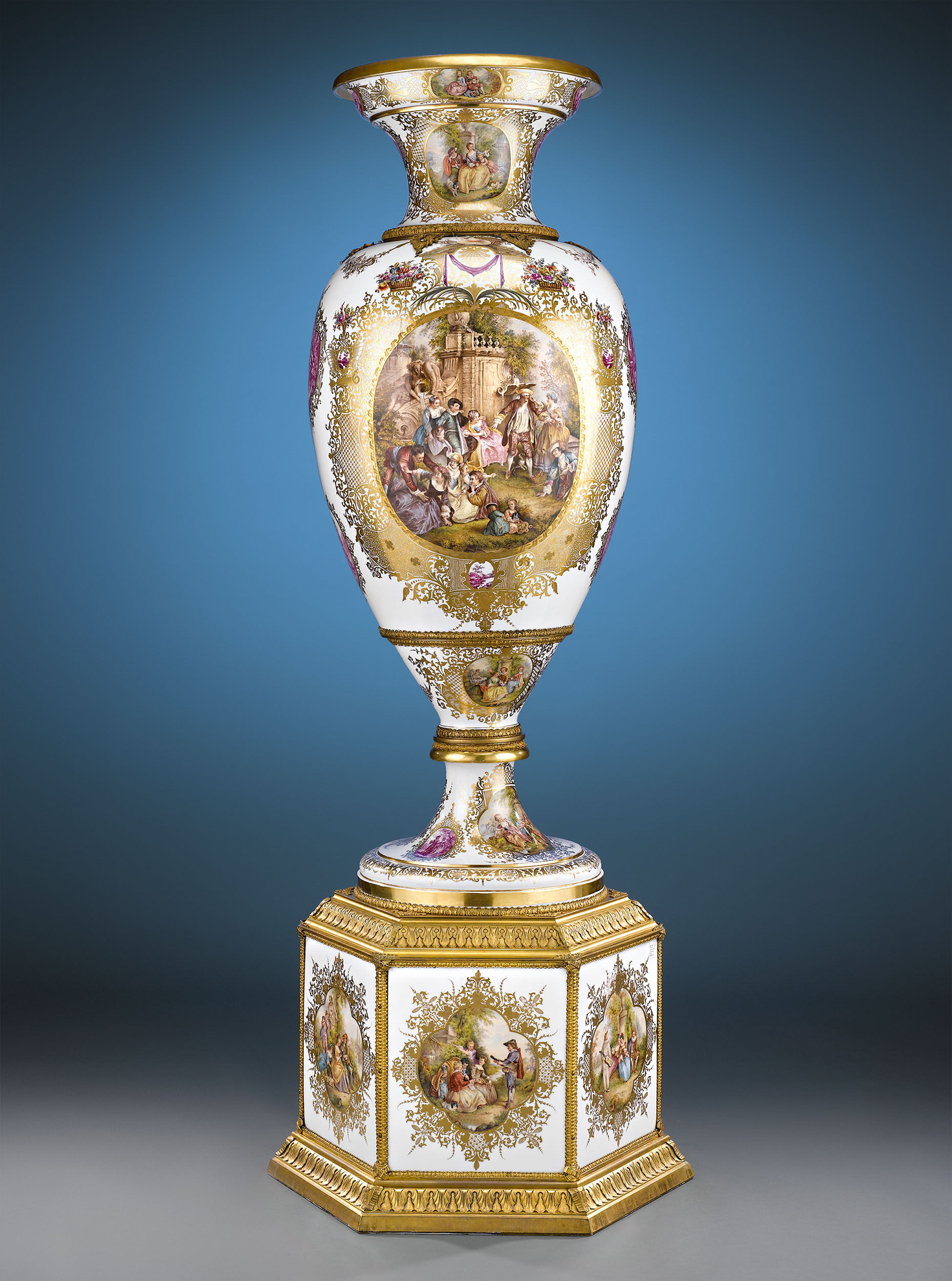
Ваза в стиле фридерицианского рококо

Король Фридрих действительно стал одним из самых важных клиентов мануфактуры. С 1765 года и до своей смерти в 1786 году он разместил на производстве заказы на сумму 200 000 рейхсталеров. Только для своих дворцов он заказал 21 обеденный сервиз, в каждом из которых было 36 «перемен» (сменяемых комплектов для разных блюд) и до 500 отдельных предметов, дополненных тщательно продуманными «филе» (украшения, расставленные «в ниточку» вдоль середины стола) и «сюрту-де-табль» (украшение середины стола).
В изделиях этого периода использовали традиционную роспись «немецкими цветами», а также своеобразный рельефный декор, получивший название «Рельеф Гоцковского» (Gotzkowskyrelief), в виде цветочных веток по борту тарелок, разделённых на сегменты от борта к центру. Наиболее успешно такой декор использовали мастера мануфактуры в Майсене по заказам самого Гоцковского. Рельефы дополняли росписью в стиле шинуазри.
Многие большие столовые сервизы, выпускаемые на мануфактуре, создавались с учётом оформления конкретных дворцовых интерьеров. Так в 1765 году Фридрих заказал сервиз для Нового дворца в Потсдаме (Neue Palais in Potsdam). Модельером сервиза был Ф. Э. Майер. Обеденный набор, известный как Reliefzierat (украшенный рельефом) был спроектирован в рокайльном стиле Фридрихом Элиасом Мейером. Орнамент, выполненный из золочёных рельефных рокайлей и цветочных «шпалер», повторяет декор лепного потолка Нового дворца. Многие предметы украшали росписью по гравюрам с картин Франсуа Буше, по борту тарелок — мелкие цветочки оранжевой или карминно-красной краской с дополнением золотом или «чешуйчатый» декор, называвшийся «мозаичным» (mosaik).
В последующие годы были созданы королевские сервизы: «Neuglatt» («Новый гладкий», белоснежный набор с росписью золотом, часто называемый «свадебным»), «Antique Zierat» («Старый украшенный», позже названный «рокайльным»), Neuzierat («Новый украшенный», парадный сервиз изысканных форм с лепным декором, символ королевской роскоши, первоначально полихромный). Наиболее востребованным оказался декор «Новый Озье» (Neuosier; фр. osier — ива, ивовый побег) — невысокий рельеф в виде плетёнки, напоминающей ивовые прутья. Такой рельеф впервые применил И. И. Кендлер на мануфактуре в Майсене для украшения тарелок и блюд. Позднее он был заимствован на многих мануфактурах.
Вторая половина XVIII века представляет собой наивысший период в деятельности мастеров и художников мануфактуры. В 1784 году, после четырёхлетних поисков технологии, исполнилось желание короля получить мягкий и нежный матовый оттенок синего, получивший известность как «умирающий синий» (фр. Bleu mourant). Этот цвет использовали в росписи любимого обеденного сервиза Фридриха «Neuzierat» для использования в личных покоях короля во дворце Сан-Суси (1769) и в Синем зале Нового дворца в Потсдаме, во дворце Вроцлава (1768), а также в других резиденциях.

### Десерт-Триумф для Екатерины Великой
Как владелец мануфактуры, король использовал «белое золото» в качестве эффективного инструмента дипломатии. Почти все его дипломатические подарки изготавливались на мануфактуре: их можно было найти и на столах европейской аристократии, и при царском дворе в России. В 1770 году король Фридрих задумал сделать подарок российской императрице Екатерине II. По замыслу короля был изготовлен сервиз с настольным украшением «филе» и грандиозным «Десерт-Триумфом», выполненным скульпторами Фридрихом Элиасом Майером и его братом Вильгельмом Кристианом (1726—1786). Композиция состоит из сорока фигур, выполненных из белого глазурованного фарфора. В центре на троне под балдахином восседает императрица, вокруг неё на ступенях в подобострастных позах — фигуры, представляющие народы России в национальных костюмах (часть фигур выполнена без росписи, костюмированная часть полихромно расписана). Сервиз доставили в Санкт-Петербург в 1772 году. Ныне эта композиция экспонируется в отдельной витрине в Гоcударственном Эрмитаже (здание Зимнего дворца, первый предцерковный зал № 269). Копия композиции «Десерт-Триумфа», созданная в 1908 году, экспонируется в московском Историческом музее.

### Периодклассицизмаибидермайера. 1786—1867
При преемнике Фридриха Великого, его племяннике Фридрихе Вильгельме II (1786—1797), мануфактура стала технологически передовым предприятием Пруссии. Новый король получал все необходимые изделия, а причитающиеся за заказы суммы вычитались из его доли прибыли. Мануфактура процветала. Начиная с 1787 года, её средняя годовая чистая прибыль превышала 40 000 рейхсталеров.
В эти годы в Пруссии, как и в других странах Европы, происходил переход от стиля Людовика XV, игривых форм рококо, к строгим линиям классицизма. В 1790 году на мануфактуре изготовили в новом классицистическом стиле обеденный сервиз «Kurland» из 87 предметов, получивший название по имени заказчика, курляндского герцога Петра фон Бирона. Автором сервиза был Иоганн Карл Фридрих Ризе (1759—1834), работавший на предприятии с 1770 года. Предметы этого сервиза украшены росписью: полевые цветы и рельефный бордюр с позолотой.
Статуэтки с яркой полихромной росписью сменили фигурки из матово-белого бисквита, которые создавали по моделям берлинского скульптора Иоганна Готфрида Шадова и его ученика Кристиана Даниэля Рауха. Самая известная композиция — «Две принцессы» (Prinzessinengruppe), созданная по модели И. Г. Шадова.
В начале XIX века при императоре Фридрихе Вильгельме III (1797—1840) стремительно обновлялась архитектура Берлина. Новый антикизированный стиль, предложенный архитектором Карлом Фридрихом Шинкелем, стали называть «прусским эллинизмом». Романтику этого времени отражают многочисленные гравюры и акварели с видами города (городские ведуты входили в моду), а также росписи тарелок, чаш и плакеток с видами новых берлинских построек Шинкеля. По словам И. Г. фон Шадова, в Берлине в то время «каждое произведение искусства трактовали как портрет или слепок».
Одним из самых выдающихся немецких мастеров «ведуты» был Карл Даниэль Фрейданк (Carl Daniel Freydanck, 1811—1887). Под руководством Георга Фридриха Кристофа Фрика (Georg Friedrich Christoph Frick), управляющего мануфактурой с 1832 года, Фрейданк создал серию работ, изображающих городские пейзажи Берлина и Потсдама. Причём картины Фрейданка с помощью специального проекционного аппарата переносили на фарфоровые вазы и тарелки. Представленные в качестве королевских подарков, они формировали образ нового Берлина в глазах других европейских правителей. Исторические виды Берлина на фарфоре до настоящего времени являются наиболее известной продукцией мануфактуры.

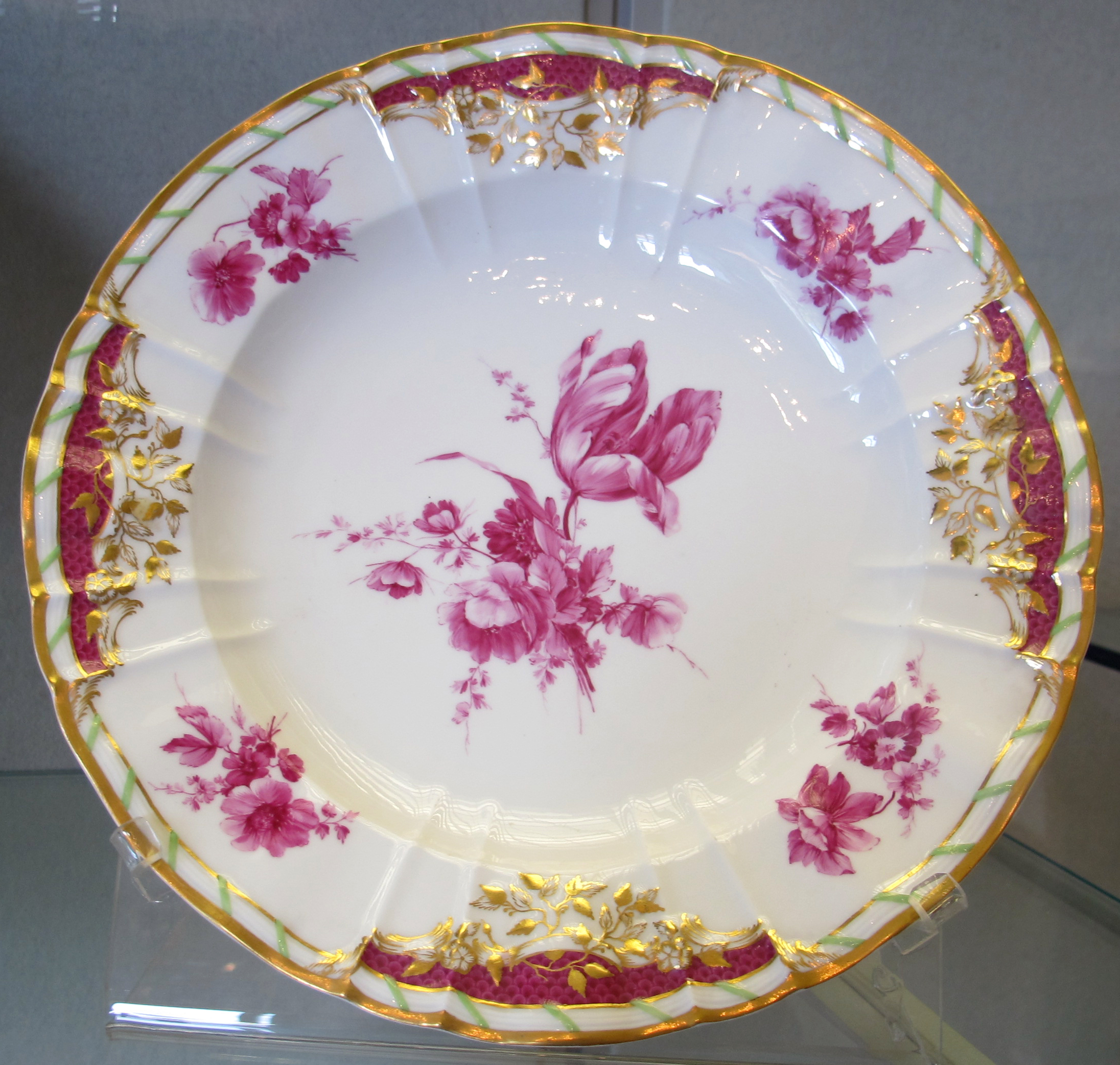
«Немецкие цветы». Роспись тарелки. 1770—1775
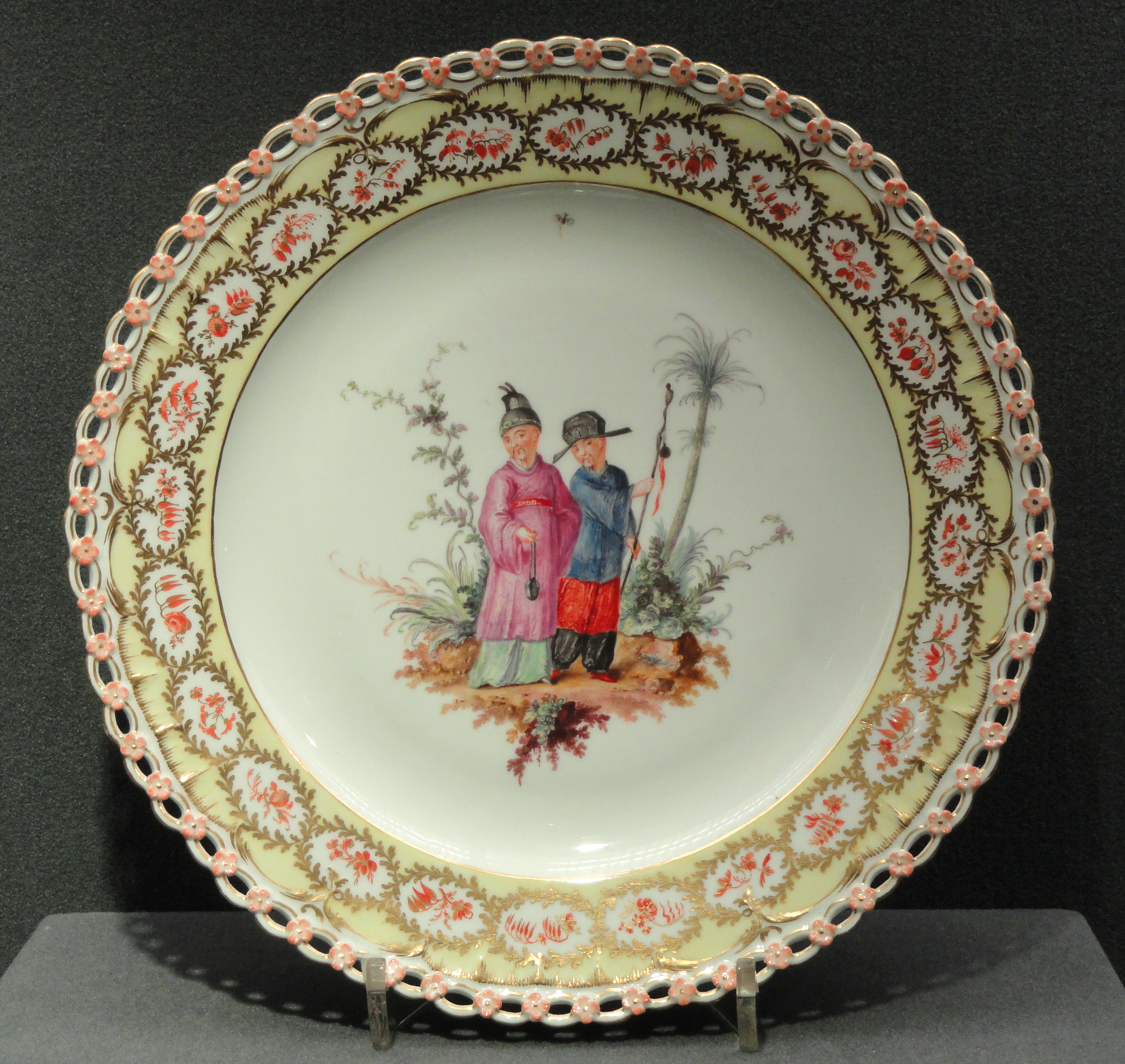
Тарелка с росписью шинуазри. 1759—1770
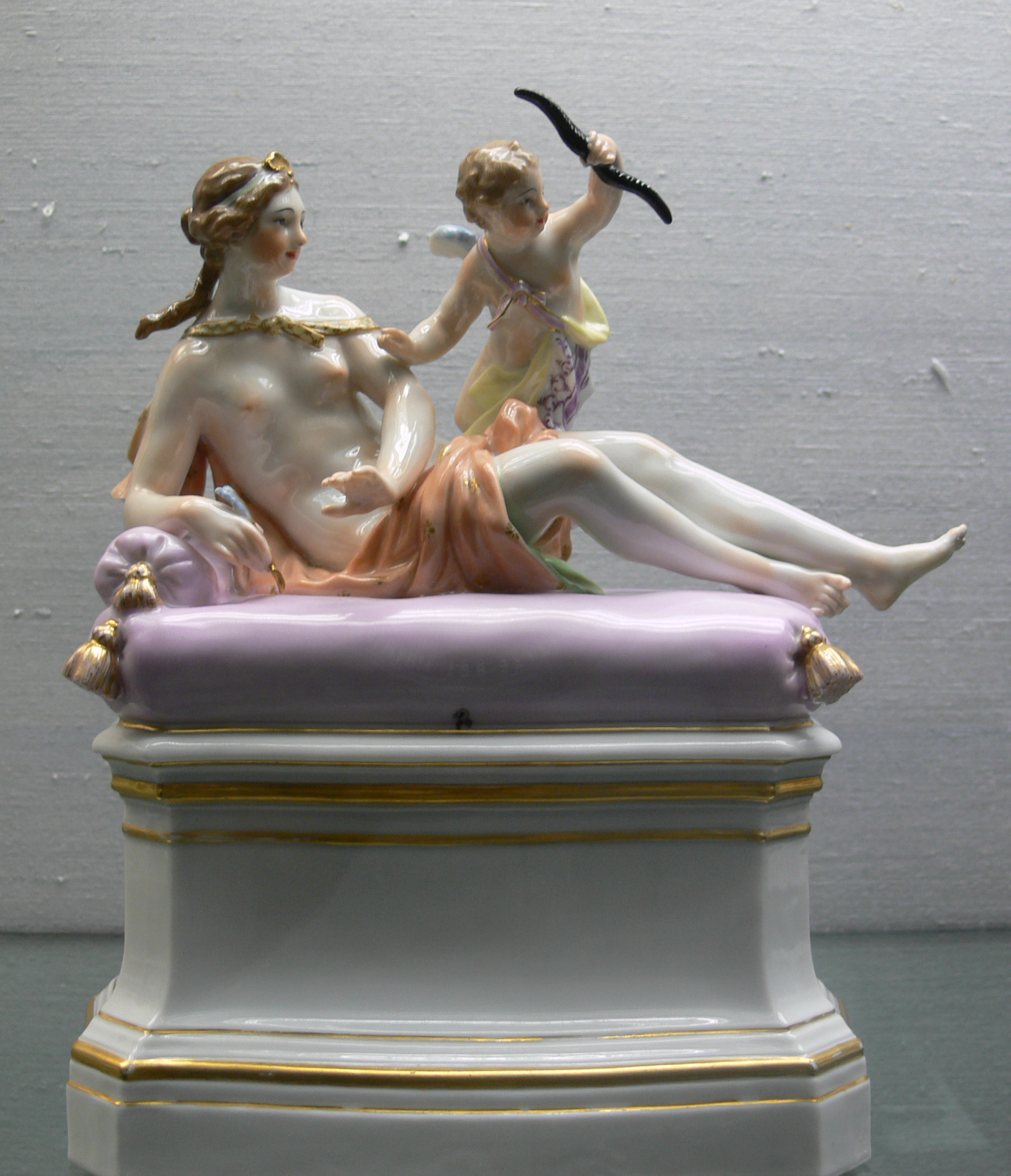
В. К. Майер. Венера и Амур
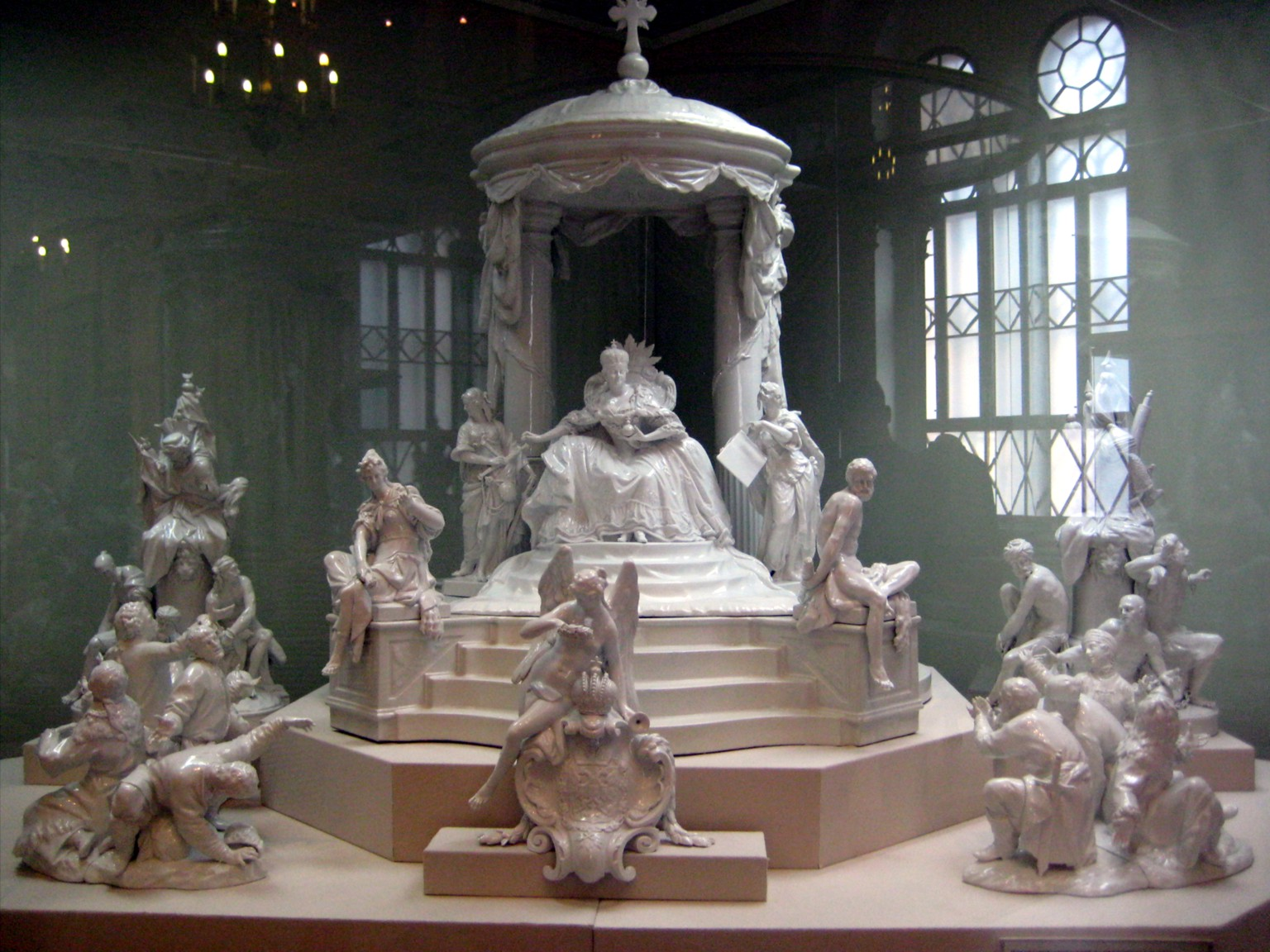
Десерт-Триумф для Екатерины Великой. Ф. Э. Майер, В. К. Майер. 1770—1772. Копия 1908 г. Государственный исторический музей, Москва
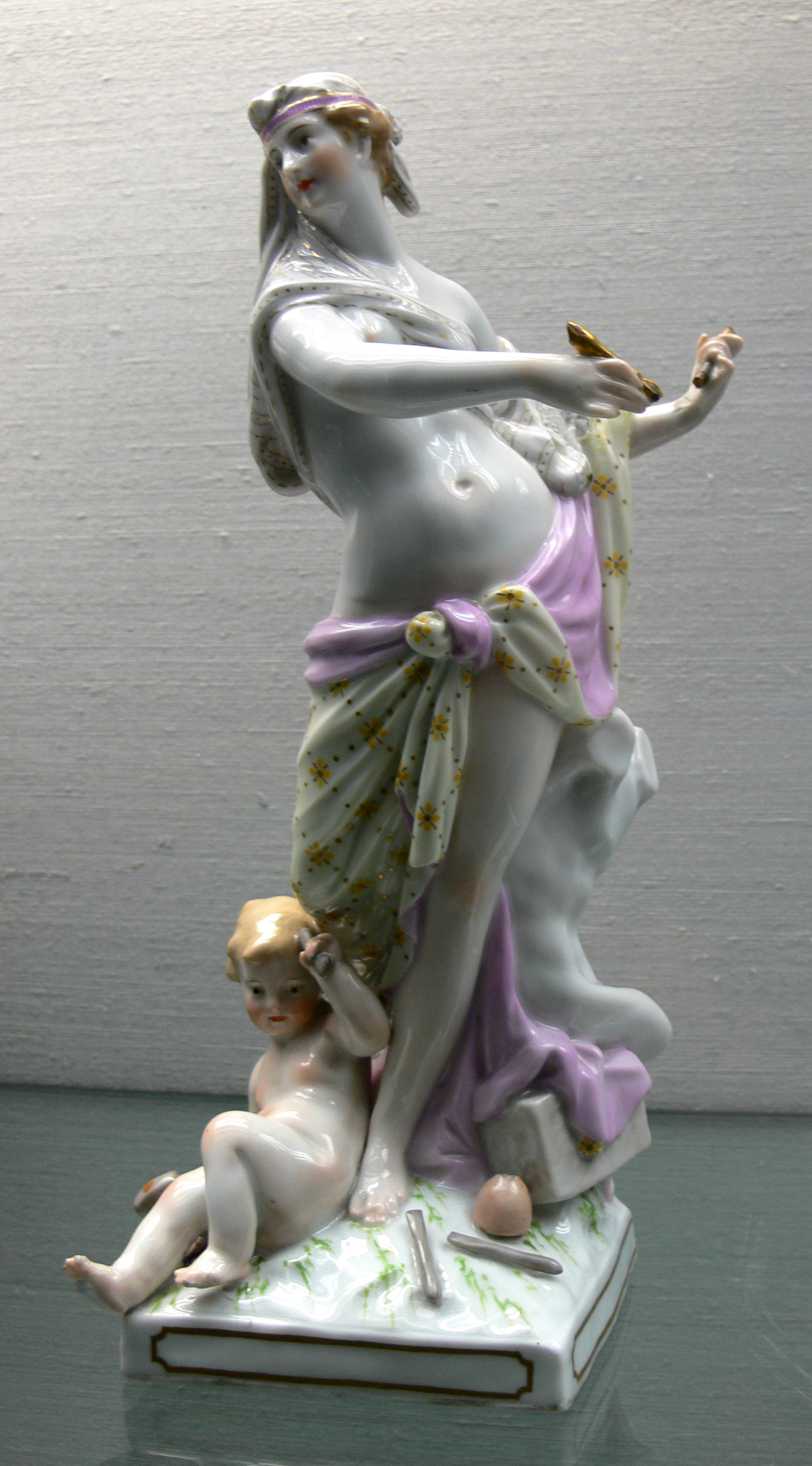
В. К. Майер. Аллегория скульптуры. Фигура центральной части «Десерт-Триумфа» для императрицы Екатерины II. 1770—1772
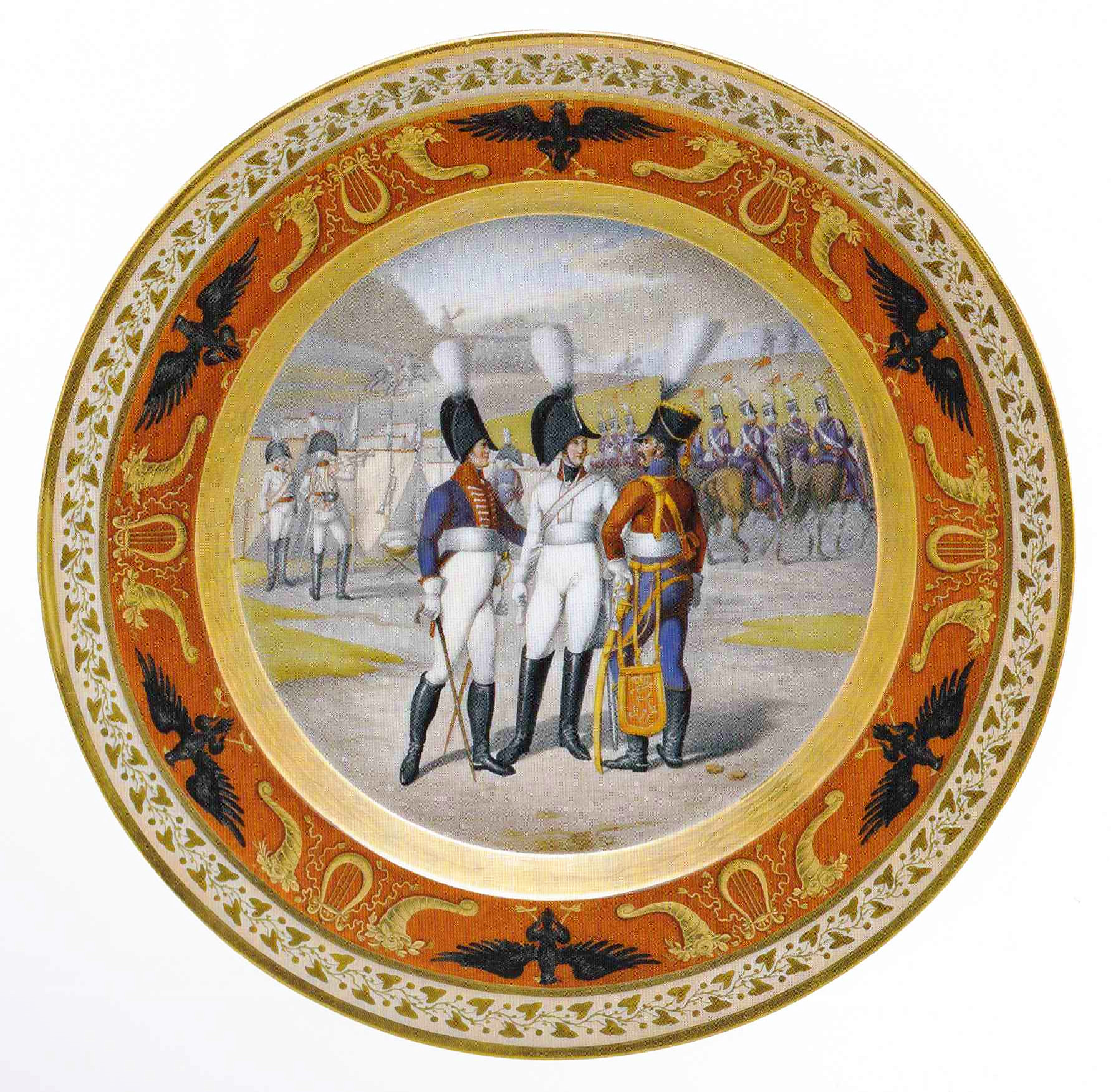
Прусские офицеры на манёврах. 1806
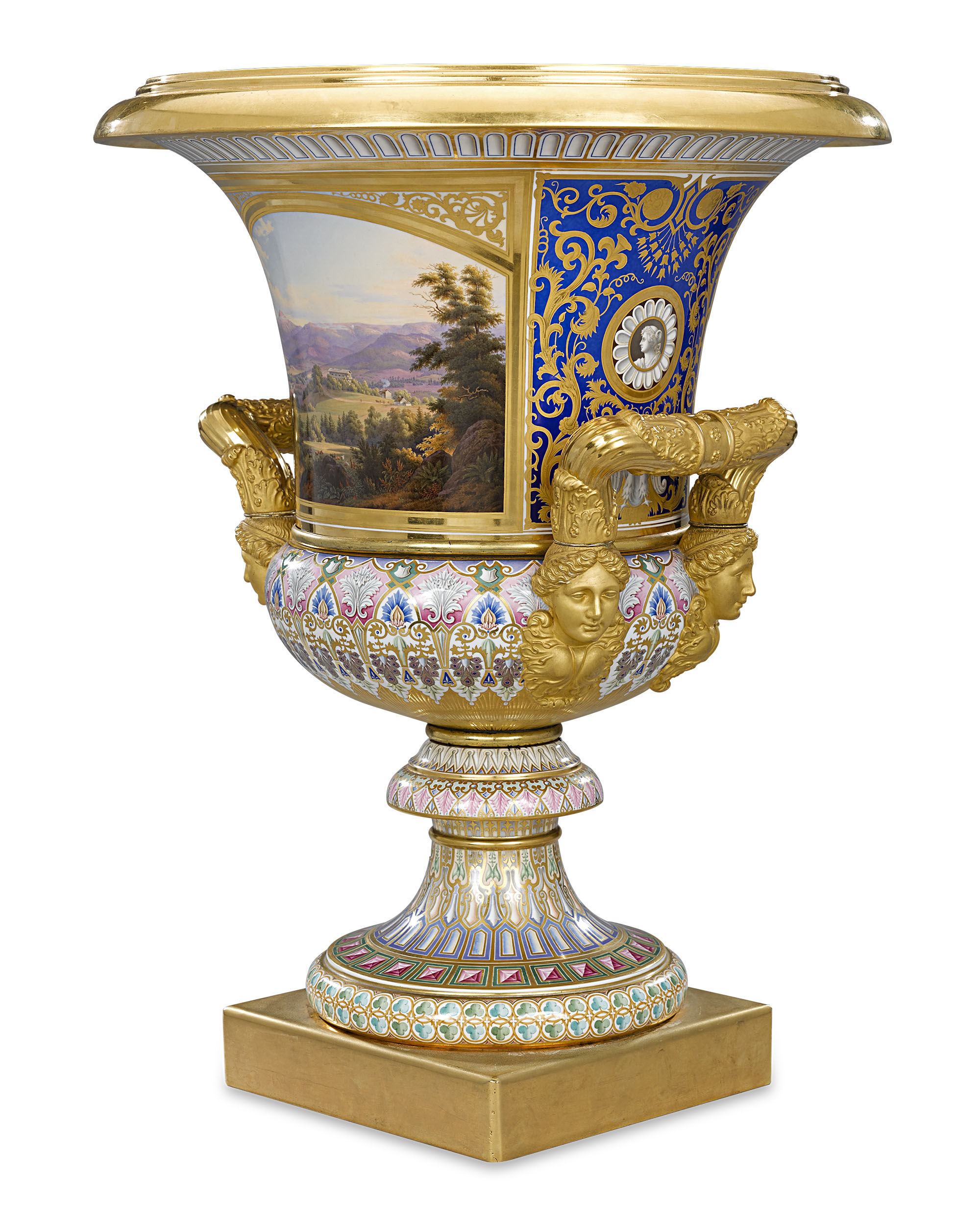
Фарфоровый кратер, подаренный Фридрихом Вильгельмом IV Прусским его сестре Александрине, великой герцогине Мекленбург-Шверинской. 1851
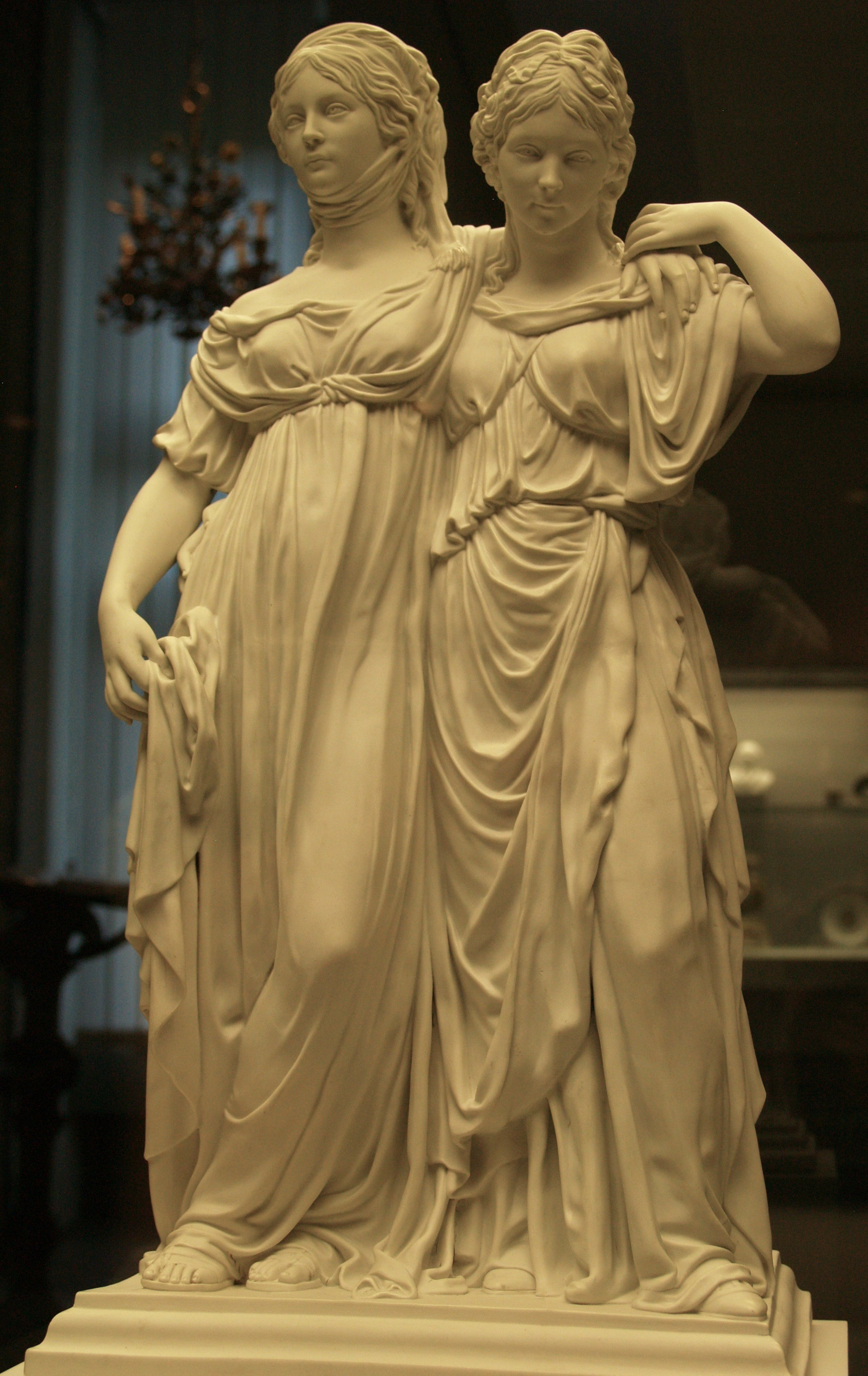
Две принцессы. По модели Иоганна Готфрида Шадова
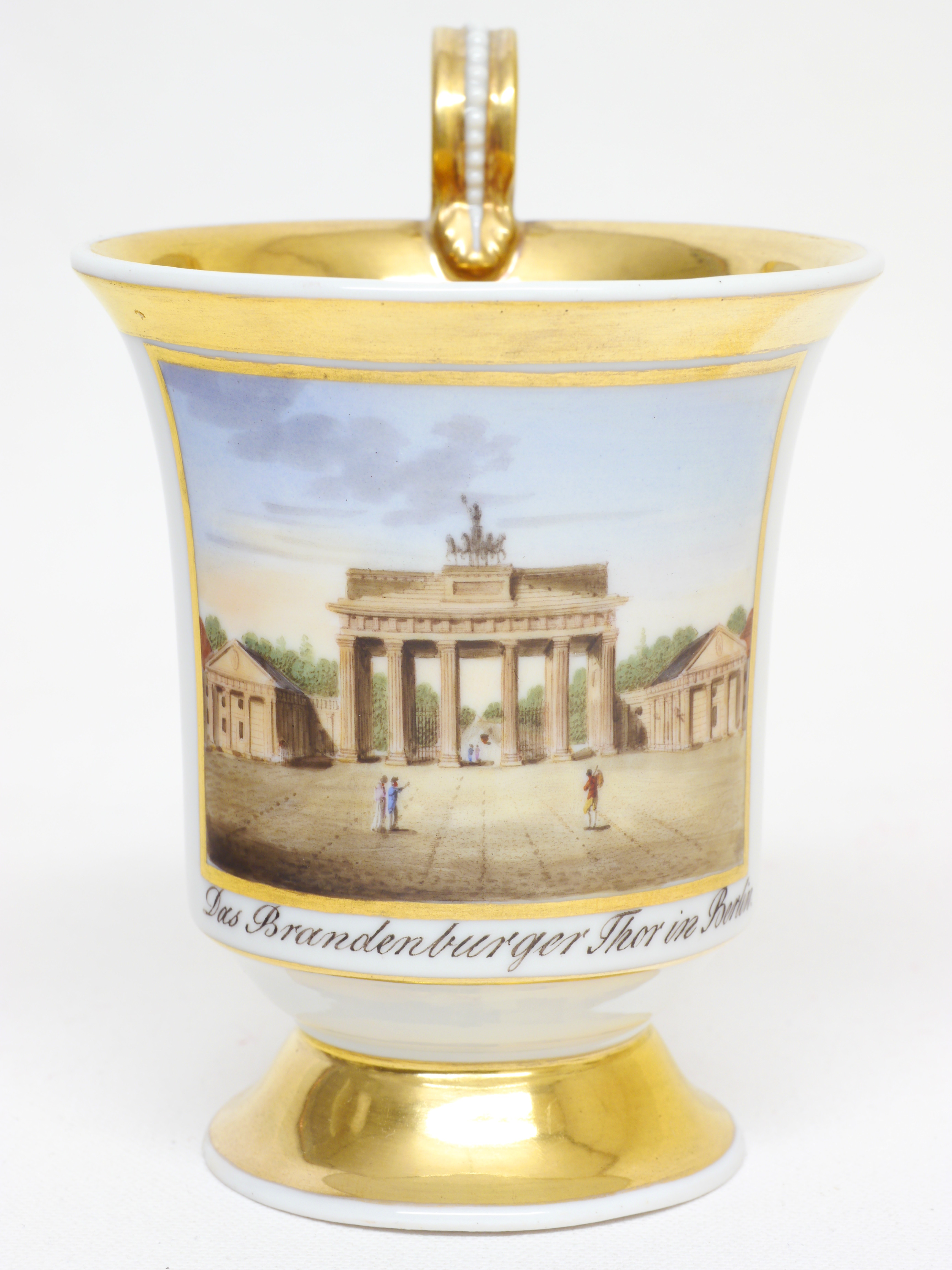
Чаша с изображением Бранденбургских ворот. Ок. 1825 г.
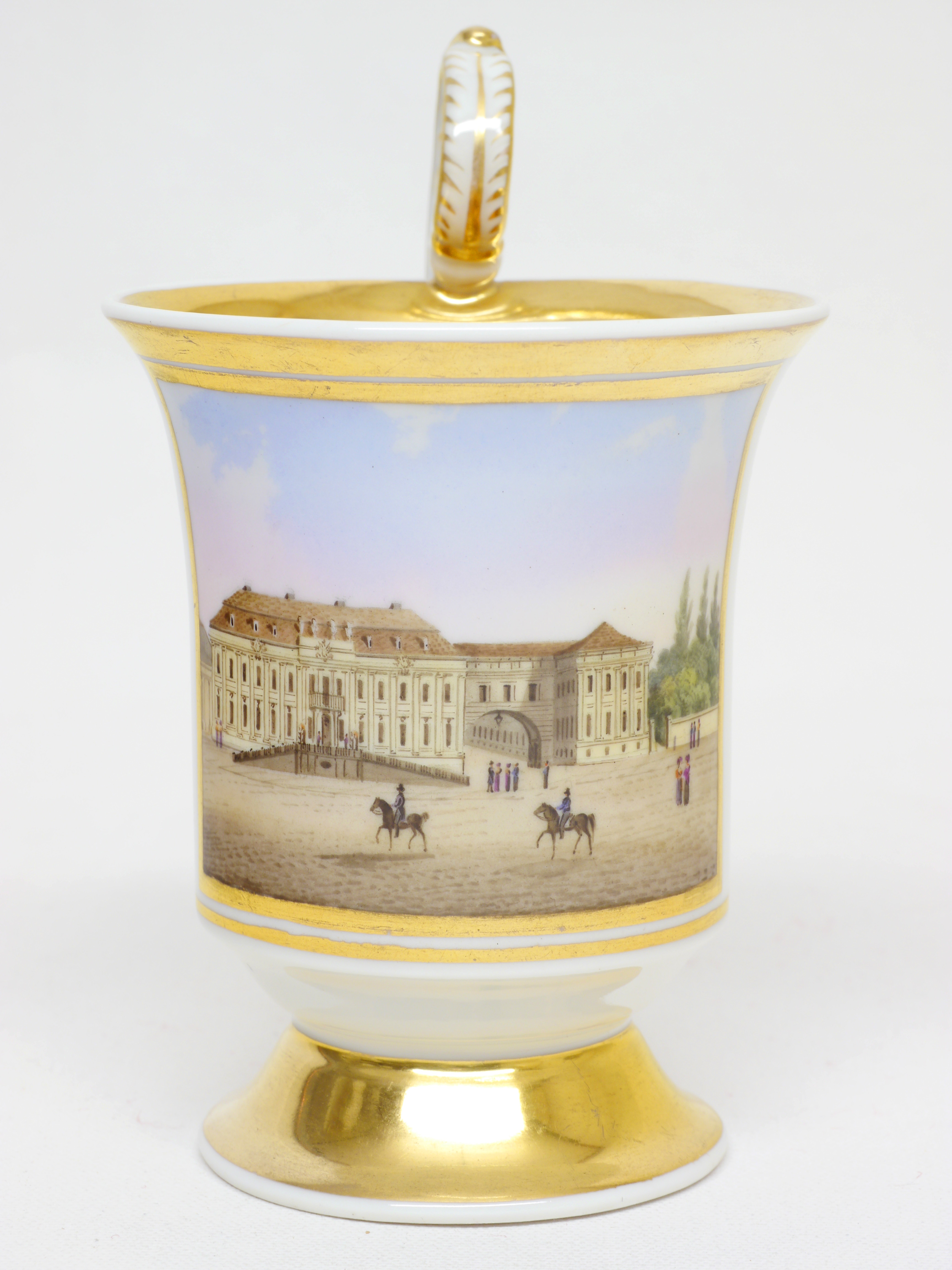
Чаша с изображением дворца Кронпринца на Унтер-ден-Линден в Берлине. 1835
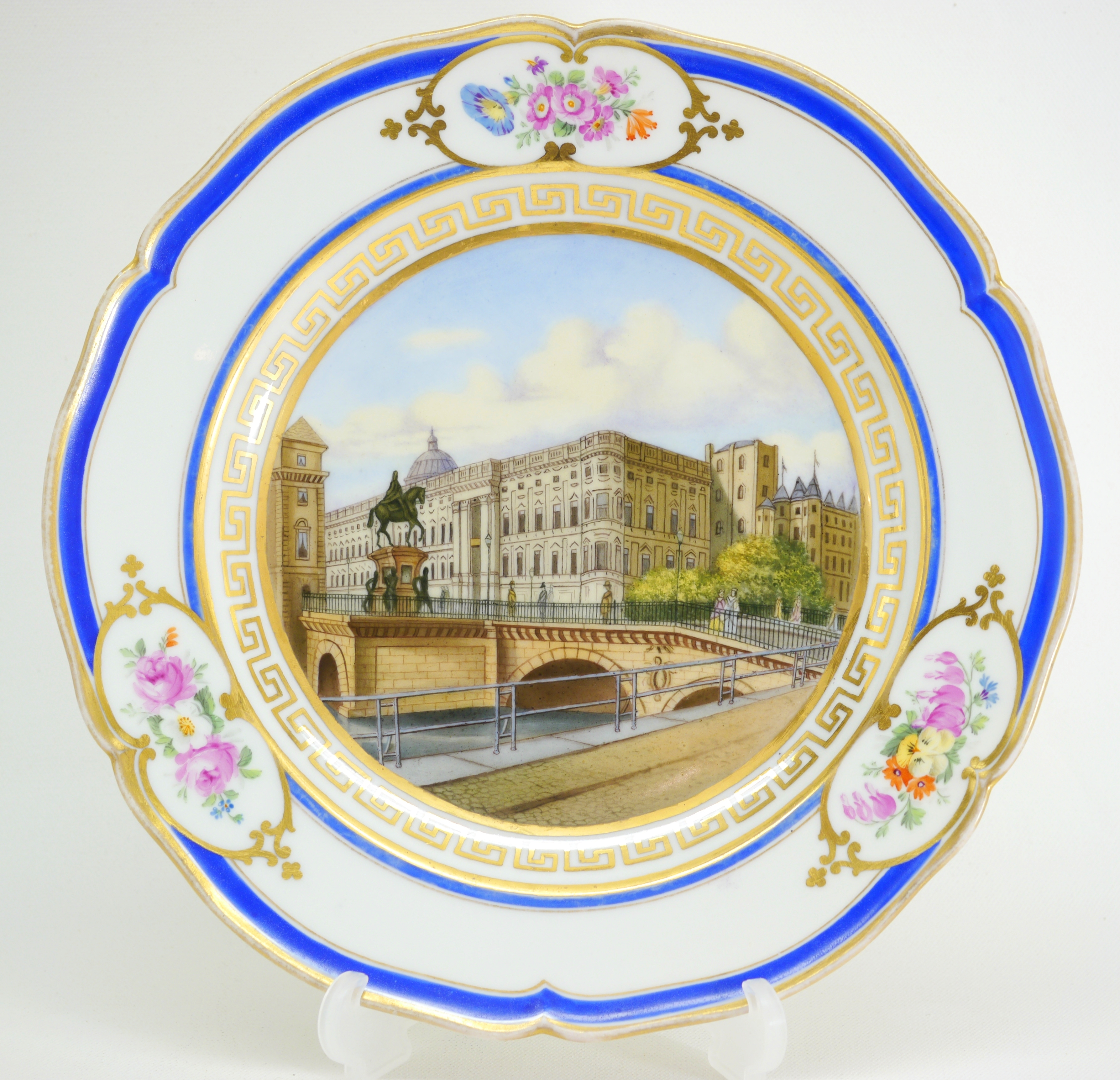
«Длинный мост» и Королевский дворец в Берлине. Роспись тарелки по картине К. Д. Фрейданка
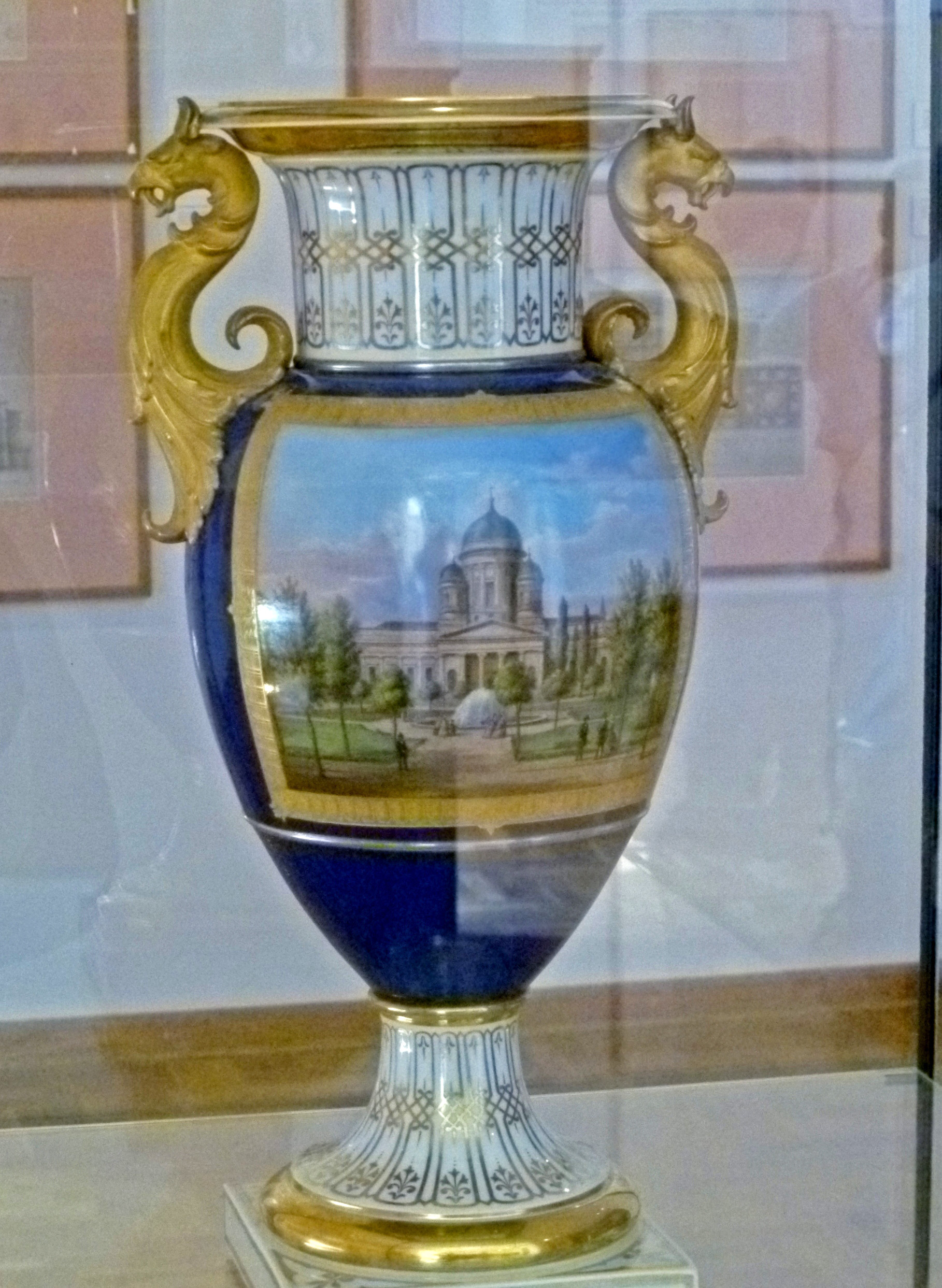
Амфора с изображением берлинского Собора. 1863
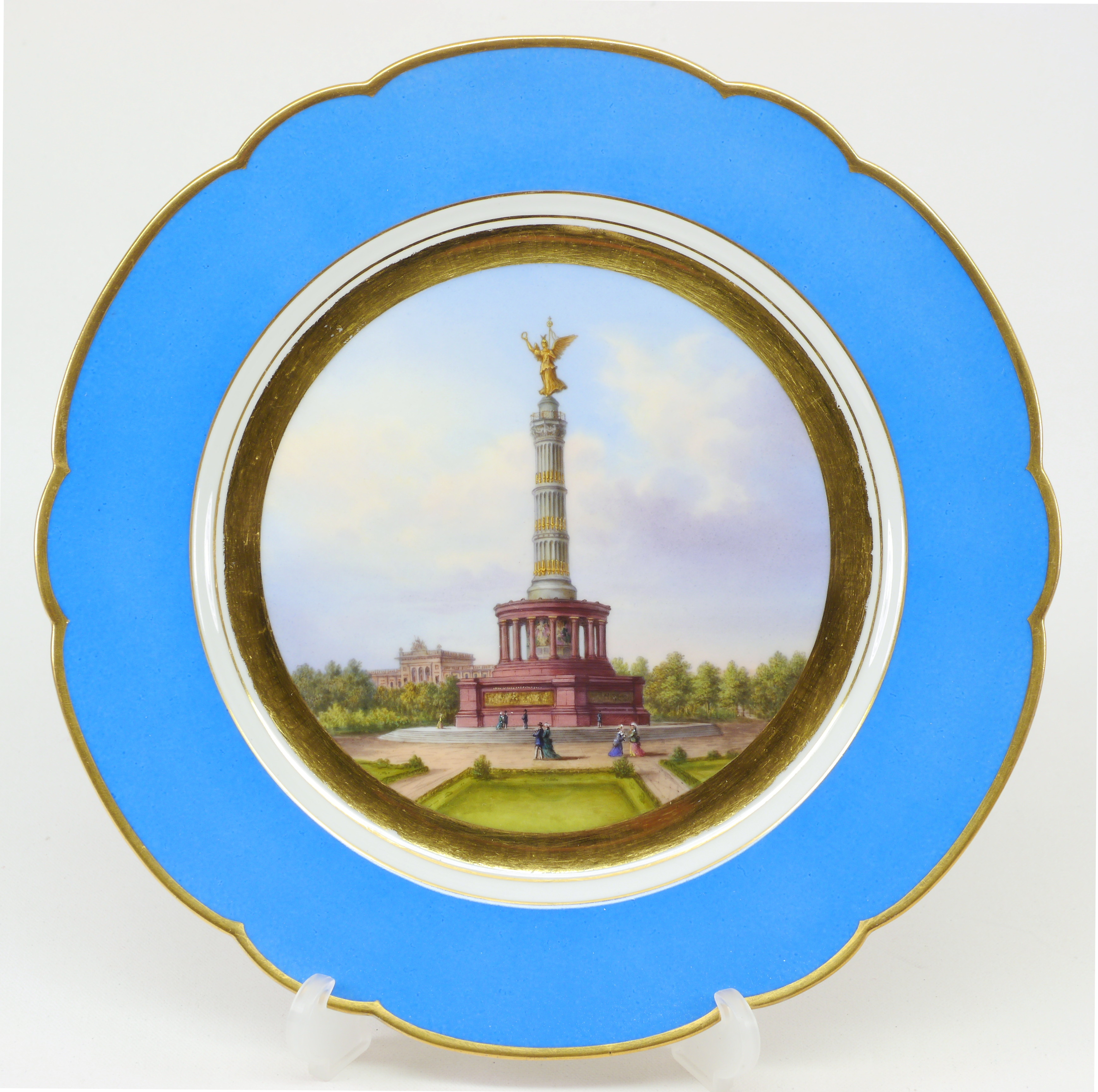
Колонна победы в Берлине. Ок. 1873 г. (По борту тарелки: «умирающий синий»)

### Новое производство. «Зегер-фарфор»
В 1867 году мануфактуре пришлось освободить место для строительства здания прусского парламента недалеко от Потсдамской площади. Новое здание построили в Тиргартене, оно обошлось в 360 000 рейхсталеров. Построенный между 1868 и 1872 годами, завод был оборудован самой современной техникой того времени.
С 1878 года к мануфактуре был присоединен химико-технический научно-исследовательский институт. Его директор Герман Август Зегер (H. A. Seger, 1839—1893)) разработал новые рецептуры фарфоровой массы и подглазурных красок для росписи.
В 1880 году Зегер разработал новую разновидность мягкого фарфора, который был назван его именем (Seger-Porzellan). Используя новые технологии и модные увлечения восточным искусством на мануфактуре стали выпускать изделия в подражание образцам китайской и японской керамики: «бычья кровь», фламбэ («вспышка»), селадоны и глазури «восстановительного огня» (люстровые). Они открыли новые возможности и сделали Зегера одним из пионеров модерна в фарфоре. Скульптурные модели в стиле ар нуво выполняли А. Амберг и Й. Вакерле. С 1897 по 1920 год научно-исследовательским институтом руководил химик Фридрих Герман Марквардт (1863—1944). На Всемирных выставках в Сен-Луи (1904) и Брюсселе (1910) продукция Берлинской фарфоровой мануфактуры была отмечена специальными наградами.

### Модернизм. Под влияниемБаухаусаиВеркбунда
С 1929 года руководство предприятия считало своей главной задачей создание современного, практичного бытового фарфора. При новом директоре Гюнтере фон Пехмане (Günther von Pechmann) на творчество художников мануфактуры оказывали влияние идеи функционализма Германского Веркбунда (Deutscher Werkbund) и школы Баухаус (Bauhaus). Знаменитые проекты того времени включают обеденный сервиз «URBINO» Трюде Петри (Trude Petri) и вазы «Halle» Маргериты Фридлендер (Marguerite Friedlaender).
Захват власти национал-социалистами в 1933 году имел серьёзные последствия для многих художников, в том числе Берлинской мануфактуры. После печально известной выставки «Дегенеративное искусство» (Entartete Kunst, 1937) Маргарита Фридлендер была вынуждена эмигрировать из-за своего еврейского происхождения. Скульптор и педагог Людвиг Гис, скульптор и график Герхард Маркс, руководивший отделением керамики в школе Баухаус, были уволены со своих преподавательских должностей из-за их лояльности к коллегам-евреям, и им запретили показывать свои работы.
Художественным руководителем мануфактуры в 1941 году стал учитель рисования, художник и писатель Герхард Гольвитцер Gerhard Gollwitzer). В ночь с 22 на 23 ноября 1943 года помещения фабрики были разрушены в результате авианалёта союзников и производство пришлось остановить.
После Второй мировой войны мануфактура переехала во временные помещения в городе Зельб, Верхняя Франкония. Она продолжала поставлять на рынок декоративный и практичный фарфор. В 1957 году производство вернулось на своё историческое место в районе Берлин-Тиргартен после того, как там были отстроены здания. С 1998 по 2003 год проводилась реконструкция зданий, мастерских и технологических процессов. Заново воспроизводились исторические формы изделий, цвета и узоры. Был возобновлён выпуск основных столовых сервизов, в том числе эпохи модерна и «Новой вещественности» (Neue Sachlichkeit). В 1990-х годах в сотрудничестве с итальянским дизайнером-модернистом Энцо Мари был создан новый фарфоровый сервиз «BERLIN».
В 2013 году по случаю 250-летнего юбилея Берлинской фарфоровой мануфактуры была проведена специальная выставка «Royal Porcelain Manufactory Berlin 1763—2013», на которой было представлено 300 произведений из 18 частных коллекций, раскрывающих все периоды деятельности мануфактуры.